# Bài ca hy vọng
Bài ca hy vọng là một sáng tác của nhạc sĩ Văn Ký. Ca khúc này được xem là tác phẩm nổi tiếng được công chúng yêu thích nhất trong số hơn 400 tác phẩm của Văn Ký. "Bài ca hy vọng" cũng được đánh giá là một trong những ca khúc được đón nhận nhiều nhất của lịch sử nền âm nhạc Việt Nam.

## Bối cảnh
Những năm đầu miền Bắc Việt Nam thắng lợi trong chiến tranh Đông Dương, Văn Ký phải tự học âm nhạc và đi học những lớp sáng tác ngắn hạn do một số nhạc sĩ chuyên gia nước ngoài sang Việt Nam. Ông được học nhạc sĩ I.M.Bêlarutxep của Liên Xô và giáo sư Trịnh Lệ Hồng của Trung Quốc. Cũng trong thời gian này, Hội Nhạc sĩ Việt Nam được thành lập. Là một trong những người có công chuẩn bị cho việc thành lập hội, Văn Ký đã về công tác tại tổ chức này với cương vị là Ủy viên Thường vụ và Ủy viên Thường trực Đảng đoàn Hội Nhạc sĩ Việt Nam.

## Sáng tác
Văn Ký sáng tác "Bài ca hy vọng" năm 1958 khi vừa tròn 30 tuổi. Tác phẩm được ông viết mà không theo chủ đề hay nội dung sáng tác nào được khởi xướng vào thời điểm đó. Văn Ký vốn bắt đầu bài hát một cách "bất thường" với những câu hát điệp khúc cao trào ở giữa bài chứ không phải từ những câu đầu tiên của bài hát như thường thấy. Sau đó, nhạc sĩ viết tiếp những đoạn cao trào với những nốt cao nhất của ca khúc. Khi đã đạt đến mức cao trào nhất định, Văn Ký hạ thấp những nốt nhạc xuống và dành giai điệu tình cảm cho phần kết thúc: "Gió mưa buồn thương, mùa đông và mây mù sẽ tan". Sáng tác đến đây, ông mới quay trở lại xây dựng đoạn nhạc đầu.

### Nội dung
Theo nhà phê bình âm nhạc Phạm Tú Hương, bà mô tả nội dung của "Bài ca hy vọng" là thể tình càm nhớ thương, tha thiết của người dân miền Bắc Việt Nam đối với người dân miền Nam đang sống trong những ngày "đen tối" nhất của chế độ Mỹ – Diệm. Cũng theo đó, bài ca còn thể hiện lòng tin của người dân Việt Nam vào một tương lai tốt đẹp của Tổ quốc. Báo Biên phòng cho rằng nội dung bài hát thể hiện tâm tư, tình cảm từ đáy lòng của người nhạc sĩ, gửi niềm hy vọng vào ngày đất nước hoà bình.

### Âm nhạc
"Bài ca hy vọng" được sáng tác ở hình thức hai đoạn đơn (a và b) phát triển trên giọng Rê trưởng, đồng thời được viết ở nhịp 6
8 với tốc độ vừa phải (Moderato Expressivo) nhằm tạo ra được tính chất nhẹ nhàng, êm ái cần có.
Đoạn a gồm 2 câu (câu 1 có 8 nhịp, câu 2 có 6 nhịp), giai điệu với các âm luyến láy và thủ pháp lặp lại đã tạo ra âm hưởng "nữ tính". Mặc dù ca khúc sáng tác ở cung Rê trưởng nhưng trong tiến trình giai điệu vẫn có những câu nhạc hoàn toàn được viết ở âm hưởng truyền thống Việt Nam là điệu thức ngũ cung.
Đoạn b gồm hai câu không cân đối. Giai điệu câu 1 gồm 6 nhịp vẫn bao gồm những âm luyến láy được đưa lên âm vực cao, tiết tấu có sự dàn trải hơn, kết hợp với những dấu lặng tạo nên một âm hưởng có tính "sôi nổi, đầy sức sống". Câu nhạc này diễn tả niềm khao khát của nhân dân Việt Nam vào tương lai của Tổ quốc. Câu 2 gồm 10 nhịp là cao trào của tác phẩm. Với thủ pháp mô tiến kết hợp với tiết tấu dồn dập không nghỉ, Văn Ký đã đưa giai điệu lên đến đỉnh điểm về mặt cảm xúc. Sau đoạn cao trào, câu nhạc quay trở lại âm hưởng sâu lắng trữ tình để kết thúc ca khúc.

## Phát hành
Ngay sau khi sáng tác xong, Văn Ký tự đệm và hát cho vợ nghe, sau đó ông tiếp tục mang ca khúc để đưa cho nhạc sĩ Nguyễn Văn Tý xem và được Nguyễn Văn Tý "khen ngợi" về cách tư duy và phát triển ca khúc. Tuy vậy, ông vẫn đem cất ca khúc đi. Đến vài tháng sau ông mới đem ra sửa một vài chỗ nhỏ, rồi mang tới Nhà xuất bản Âm nhạc để in nhưng bài hát đã bị từ chối với lý do "quá lạc quan, lãng mạn, chưa phù hợp với giai đoạn cách mạng hiện tại." Lý giải việc bị từ chối xuất bản, nhạc sĩ Trần Lệ Chiến cho rằng vào thời điểm chiến tranh, nhiều bài hát bị từ chối xuất bản và phổ biến với lý do không phù hợp. Nhạc sĩ Nguyễn Thụy Kha cũng cho biết trước đó một ca khúc có tên "Gửi người em gái miền Nam" của Đoàn Chuẩn cũng phải chịu điều tiếng, và bị phê phán là "lạc quan tếu", do Đoàn Chuẩn viết những câu như "Rồi ngày thống nhất đến rất nhanh...".
Bị từ chối xuất bản, Văn Ký đem "Bài ca hy vọng" về nhà. Theo ý của Nhà xuất bản Âm nhạc, nếu muốn được in ấn và tác phẩm đến với công chúng, ông buộc phải sửa đổi ca từ, giảm bớt sự "lạc quan quá" trong tác phẩm này, nhưng cuối cùng Văn Ký đã quyết định không sửa lại bài hát. Sau cùng, Văn Ký đưa bài hát đến Đài Tiếng nói Việt Nam. Giám đốc của đài lúc ấy là Trần Lâm đã giao cho nhạc sĩ Phạm Tuyên, Trưởng ban Âm nhạc để bố trí cho nhạc sĩ Văn Ký trực tiếp dàn dựng. Người đầu tiên được Văn Ký chọn thu thanh là ca sĩ Khánh Vân. Sau khi đã trình bày tất cả những ý tưởng thể hiện của mình với ca sĩ và dành cho ca sĩ thời gian tập luyện, 3 tháng sau, bài hát được thu thanh lần đầu. Ca khúc còn được phối khí và dàn dựng với phần đệm piano của Văn Ký cùng nghệ sĩ Hoàng Mãnh và nghệ sĩ sáo Lê Bích. Ca sĩ Khánh Vân biểu diễn bài hát thành công đến mức được mời vào biểu diễn riêng ca khúc cho Hồ Chí Minh. Nghe xong, Hồ Chí Minh nói: "Cháu là con chim sơn ca Nam Bộ, cháu hãy hát bài này cho đồng bào miền Nam nghe".
Bản thu thanh tiếng hát của Khánh Vân tiếp tục được thu âm tại Đài Tiếng nói Việt Nam và phát đi rộng rãi. "Bài ca hy vọng" đã vang lên trong nhiều nhà tù Mỹ ngụy ở miền Nam Việt Nam. Văn Ký đã nhận được nhiều bức thư từ một người lính bị thương nặng gửi về để cảm ơn ông đã sáng tác bài hát. Trong lúc tuyệt vọng do bản thân bị thương nặng, người lính này cho biết ông đã được nghe "Bài ca hy vọng". "Bài ca hy vọng" đã vượt qua Vĩ tuyến 17 và có mặt ở rất nhiều nơi trên Việt Nam. Cựu Phó chủ tịch nước Việt Nam Trương Mỹ Hoa từng kể rằng trước cảnh bị tra tấn tại nhà tù Côn Đảo, một số người tù chính trị đã hát vang "Bài ca hy vọng" đến mức bị cai tù đổ vôi bột xuống hầm không cho hát nữa.

## Đánh giá
Ngay khi được phát trên trên Đài tiếng nói Việt Nam, "Bài ca hy vọng" đã gây ra một "làn sóng" với thính giả. Hàng loạt thư từ khắp các tỉnh thành của Việt Nam đã gửi về yêu cầu đài phát lại ca khúc. Ca khúc này cũng được nhận xét dù bình dị nhưng vẫn mang âm hưởng hàn lâm, tinh tế. Báo Biên phòng cho biết "Bài ca hy vọng" có giai điệu đẹp, lời ca mượt mà, tha thiết, ca từ dung dị, sâu lắng đã "lay động tâm hồn bao thế hệ người Việt Nam". Nhà phê bình âm nhạc Phạm Tú Hương lại nhận xét bài hát có vẻ đẹp hình tượng, giai điệu uyển chuyển và giàu âm hưởng dân gian với tính chất "trữ tình, bay bổng". Ca khúc này được xem là tác phẩm nổi tiếng được công chúng yêu thích nhất trong số hơn 400 tác phẩm của Văn Ký.
Báo VnExpress cho biết bài hát chỉ có 8 câu nhưng đi vào lòng người nhờ giai điệu, ca từ đẹp. Nhiều người nghe cho rằng "đôi chim bay" ngụ ý ca ngợi tình yêu son sắt, thủy chung thời chiến. Tuy nhiên Văn Ký nói rằng: "Khi sáng tác, tôi đặt mình vào một vị trí khác, không đơn thuần là tình cảm bình thường, tình yêu đôi lứa mà là cảm xúc tự nhiên bật lên, biến suy nghĩ của mình hướng đến những điều lớn lao..."

## Di sản
"Bài ca hy vọng" đã trở thành một tác phẩm tinh thần cho những người hoạt động cách mạng miền Nam và được tuyên truyền rộng rãi tại Việt Nam. Cho tới nay, nhiều người cho rằng ca khúc vẫn có sức sống mãnh liệt trong lòng khán giả. Nhiều ca sĩ nổi tiếng đã thể hiện rất thành công sáng tác này. Ca khúc cũng được rất nhiều các thí sinh lựa chọn khi tham gia các cuộc thi âm nhạc. Báo chí Việt Nam coi đây là một trong những tác phẩm được đón nhận nhiều nhất, là tác phẩm kinh điển của lịch sử âm nhạc Việt Nam cũng như âm nhạc Việt Nam thời kỳ cách mạng. Hơn nửa thế kỷ từ khi ra đời, các giọng ca soprano (nữ cao) nổi tiếng nhất của Việt Nam như Lê Dung, Bích Liên, Ánh Tuyết, Rơ Chăm Phiang, Thanh Hoa... hay cả các giọng tenor (nam cao) như Trung Kiên, Quang Thọ đều từng hát "Bài ca hy vọng" như một tác phẩm opera chuẩn mực. Tác phẩm còn được sử dụng làm bài thi tốt nghiệp trong nhiều năm của các sinh Học viện Âm nhạc Quốc gia Việt Nam, nhạc viện Huế, nhạc viện thành phố Hồ Chí Minh.
Ca khúc cũng liên tục được chuyển soạn cho guitar, sáo trúc, violon, piano... phối khí cho dàn nhạc dân tộc, dàn nhạc giao hưởng, cũng như được sử dụng làm nhạc nền trong phim Đừng đốt của đạo diễn Đặng Nhật Minh và được biểu diễn trong nhiều chương trình nghệ thuật lớn của đất nước. Bảo tàng Cách mạng Việt Nam đã lưu bản viết tay "Bài ca hy vọng" như một kỷ vật lịch sử và được trưng bày.
Ở tuổi 78, Văn Ký sáng tác "Bay lên Việt Nam" và được coi là bài hát nối tiếp tinh thần của "Bài ca hy vọng". Văn Ký cũng coi đây là "Bài ca hy vọng" của thế kỷ 21. "Bài ca hy vọng" cũng được biểu diễn ngay giữa nhà tù Côn Đảo trong một chương trình ca nhạc mang tên "Côn Đảo – Hồn thiêng Tổ quốc".